# Qualcosa da decidere
Qualcosa da decidere è il secondo album in studio del cantautore italiano Enrico Nigiotti, pubblicato il 12 febbraio 2015.

## Descrizione
L'album è stato pubblicato in concomitanza con la partecipazione del cantautore alla sezione "Nuove proposte" del Festival di Sanremo 2015. Il brano presentato in gara, nonché primo singolo estratto, è stato l'omonimo Qualcosa da decidere.

## Tracce
Testi e musiche di Enrico Nigiotti.
1. Qualcosa da decidere – 3:15
2. Loschi anni – 3:27
3. Ora che non è tardi – 2:59
4. Piano piano – 3:25
5. Chardonnay – 2:52
6. Il tempo non rispetta – 3:32
7. Piccola pèsca – 3:25
8. Gli ultimi sopravvissuti – 4:12
9. Nel mio silenzio – 3:16
10. Goccia in goccia – 3:11

## Formazione
- Enrico Nigiotti - voce, chitarra acustica, chitarra elettrica
- Stefano Giungato - basso, chitarra acustica, chitarra elettrica, sintetizzatore
- Andrea Bonfà - batteria, percussioni
- Orazio Grillo - chitarra acustica, chitarra elettrica, contrabasso, pedal steel guitar, slide guitar
- Nicola Pannarale - organo, piano elettrico, sintetizzatore